# Lucio Papirio Mugilano
Lucio Papirio Mugilano  fue un político y militar romano del siglo V a. C. perteneciente a la gens Papiria.

## Familia
Mugilano fue miembro de los Papirios Mugilanos, una de las más antiguas familias patricias de la gens Papiria. Fue hijo del consular Lucio Papirio Mugilano, hermano de Marco Papirio Mugilano y padre de Lucio Papirio Mugilano.

## Carrera pública
Obtuvo el consulado en el año 427 a. C., cuando los tribunos de la plebe impusieron que la declaración de guerra contra Veyes, que había violado una tregua anterior, fuese decidida por el pueblo. Los romanos enviaron a los veyentes una delegación de feciales para formalizar las hostilidades. En el año 422 a. C. fue elegido tribuno consular. En ese año el tribuno de la plebe Lucio Hortensio llevó a juicio al consular Cayo Sempronio Atratino por la mala gestión de la guerra contra los volscos.
En el año 420 a. C., siendo interrex, habló en contra de senadores y tribunos de la plebe que, con sus disputas, impedían la elección de las magistraturas. Dos años después, fue elegido para el colegio de censores.